# Портер, Фицджон
Фицджон Портер (31 августа 1822 — 21 мая 1901) (Fitz John Porter, иногда FitzJohn Porter или Fitz-John Porter) — кадровый американский военный и генерал армии Союза в годы Гражданской войны в США. Известен в основном участием во Втором сражении при Бул-Ране и последующим трибуналом.
Портер довольно успешно служил в первые годы войны, но его карьера была сломана трибуналом, который руководствовался отчасти политическими соображениями. Последующие 25 лет Портер спасал свою репутацию, и, в итоге, был реабилитирован.

## Ранние годы
Портер родился в городе Портсмут, штат Нью-Гэмпшир. Он происходил из семьи потомственных офицеров флота, его кузенами(двоюродными братьями) был Вильям Портер, Дэвид Диксон Портер и адмирал Дэвид Фаррагут. Однако отец Портера, капитан Джон Портер, страдал алкоголизмом и был списан на сушу. Болезнь отца сказалась на детстве Портера не лучшим образом. В юности он решил пойти на военную службу и в 1841 году поступил в военную академию Вест-Пойнт, которую окончил восьмым из 41 кадета выпуска 1845 года, и был определен в 4-й артиллерийский полк во временном звании второго лейтенанта.
18 июня 1846 года он получил постоянное звание второго лейтенанта, а 29 мая 1847 года — до первого лейтенанта. Принял участие в мексиканской войне и 8 сентября 1847 года был временно повышен до капитана за храбрость при Молино-дель-Рей. 13 сентября он был ранен в сражении при Чапультепеке и получил за это временное повышение до майора (13 сентября).
После войны Портер вернулся в Вест-Пойнт и с 1849 по 1853 год работал там инструктором по кавалерии и артиллерии. Потом до 1855 года служил адъютантом при руководителе академии. Затем он служил в форте Ливенворт в Канзасе, помощником генерал-адъютанта департамента Запада в 1856 и был временно повышен до капитана в июле того года. В 1857 и 1858 он участвовал в экспедиции против мормонов под командованием будущего генерала Конфедерации Альберта Сидни Джонсона. До конца 1860 года занимался организацией обороны Чарльстонской бухты, после чего был привлечен к эвакуации армейского персонала из Техаса — после сецессии последнего.

## Гражданская война
Когда началась гражданская война, Портер стал начальником штаба и помощником генерал-адъютанта департамента Пенсильвания, но скоро был повышен до полковника и 14 мая 1861 стал командовать 15-м пехотным полком. В августе он был повышен до бригадного генерала, причем задним числом за 17 мая, поэтому получил право командовать дивизией Потомакской армии, сформированной Джорджем Макклеланом. Скоро Портер становится доверенным лицом и советником Макклелана, и впоследствии опала Макклелана сказалась и на карьере Портера.
30 августа 1861 года Портер стал командиром дивизии, которая состояла из трёх бригад: Джорджа Морелла, Джона Мартиндейла и Дэниеля Баттерфилда.
Получив дивизию, Портер принял участие в Кампании на полуострове, где дивизия была задействована при осаде Йорктауна. Макклелан в это время создал два дополнительных корпуса, и Портер стал командовать Пятым Корпусом. На тот момент корпус состоял из дивизий Джорджа Морелла, Джорджа Сайкса и Джорджа Маккола, всего 9 бригад. В корпусе Портера служили знаменитые в будущем генералы Мид и Рейнольдс.
Этот корпус не принимал участие в сражении при Севен-Пайнс, поскольку находился на северной стороне реки, в то время как южане наступали южнее реки, однако во время Семидневной битвы корпус Портера первым попал под удар, и на него выпала основная нагрузка в сражении при Бивердем-Крик (26 июня), в сражении при Геинс-Милл и при Малверн-Хилл. Корпус Портера грамотно оборонялся, но, в итоге, был вынужден отступать. За успешное руководство корпусом на полуострове Портер 4 июля был повышен до звания генерал-майора добровольческой армии.

## Булл-Ран
Во время Северовирджинской кампании корпус Портера был выведен из состава Потомакской армии и направлен на усиление Вирджинской армии Джона Поупа — несмотря на то, что Портер публично критиковал и это решение, и самого Поупа. Во время Второго сражения при Бул-Ране, 29 августа 1862 года, Портер получил приказ атаковать фланг и тыл генерала Томаса Джексона. Однако около Доукинс-Брэнч Портер встретил кавалерийское прикрытие Джеба Стюарта. Главнокомандующий приказал ему атаковать правый фланг Северовирджинской армии, но, одновременно, — сохранять контакт с дивизией Джона Рейнольдса — и эти противоречащие друг другу приказы запутали Портера. Поуп явно не знал, что корпус генерала Лонгстрита уже находится на поле боя, — что было уже известно Портеру по данным разведки — так что он ожидал, что в случае наступления на фланг Джексона может оказаться под ударом Лонгстрита. Поэтому Портер отложил атаку.
30 августа Портер снова получил приказ атаковать и неохотно подчинился. Корпус (5 000 человек) развернулся против правого фланга Джексона и начал наступать, но при этом его фланг оказался открыт как раз в тот момент, когда 30 000 человек корпуса Лонгстрита бросились в атаку и опрокинули корпус — чего, собственно, Портер и опасался. Поуп был в ярости от поражения, обвинял Портера в неисполнении приказа и 5 сентября отстранил его от командования.
Вскоре его восстановили в должности командира корпуса, и он принял участие в Мерилендской кампании, но во время сражения при Энтитеме находился в резерве. Считается, что он сказал Макклелану: «Помните, генерал, я командую последним резервом последней армии республики». Макклелан принял это к сведению, и не задействовал корпус, хотя это могло привести к полному разгрому противника.
После Энтитема корпус Портера был послан для преследования отступающей армии генерала Ли. Вечером 19-го сентября части корпуса ввязались в сражение при Шепардстауне: северянам удалось отбросить две бригады, охраняющие переправу через Потомак, и переправиться на южный берег реки, но утром подошла дивизия генерала Хилла. Портер приказал отступать, и это было исполнено с серьезными потерями.

## Трибунал
25 ноября (через 20 дней после отставки Макклелана) Портер был арестован и судим за свои действия при Бул-Ране. Близость Портера к опальному Макклелану и открытая критика Поупа серьёзно повлияли на исход дела. 10 января 1863 года Портер был признан виновным в неисполнении приказа и неправильном поведении и 21 января уволен из рядов армии США.

## Память
- В 1904 году в Портсмуте, в Хэвен-Парке была установлена статуя Портера работы Джеймса Келли.
- Во время Второй Мировой войны именем Портера был назван корабль класса «Либерти» (SS FitzJohn Porter).